# Iphinoe maculata
Iphinoe maculata är en kräftdjursart som beskrevs av Michel Ledoyer 1965. Iphinoe maculata ingår i släktet Iphinoe och familjen Bodotriidae. Inga underarter finns listade i Catalogue of Life.